# Leidyosuchus
Leidyosuchus – rodzaj krokodyla z grupy Alligatoroidea żyjącego w późnej kredzie na terenie Ameryki Północnej. Jego nazwa oznacza „krokodyl Leidy'ego”. Gatunek typowy rodzaju, L. canadensis, został opisany w 1907 roku przez kanadyjskiego paleontologa Lawrence'a Lambe'a. Znane są liczne skamieniałości Leidyosuchus pochodzące z datowanych na środkowy kampan osadów formacji Dinosaur Park w prowincji Alberta w Kanadzie. Był to aligatoroid średniej wielkości – maksymalna długość jego czaszki przekraczała 40 cm.
Do rodzaju Leidyosuchus zaliczanych było wiele gatunków: L. acutidentatus (Sternberg, 1932) z paleocenu Saskatchewan, L. formidabilis (Erickson, 1976) z paleocenu Dakoty Północnej i Wyoming, L. gilmorei (Mook, 1942) z kampanu Alberty, L. multidentatus (Mook, 1930), L. riggsi (Schmidt, 1938), L. sternbergi (Gilmore, 1910) z mastrychtu Kolorado, Montany, Dakoty Północnej i Południowej oraz Wyoming, a także L. wilsoni (Mook, 1959) z eocenu Wyoming. W 1997 Christopher Brochu przedefiniował rodzaj Leidyosuchus i przeniósł większość gatunków do osobnych rodzajów – L. acutidentatus, L. formidabilis, L. sternbergi i L. wilsoni do nowego rodzaju Borealosuchus, dla L. multidentatus utworzył rodzaj Listrognathosuchus, L. gilmorei uznał za synonim L. canadensis, a szczątki L. riggsi za zbyt fragmentaryczne i niediagnostyczne.